# 2017 en littérature
| Années de la littérature : 2014 - 2015 - 2016 - 2017 - 2018 - 2019 - 2020    |
| Décennies de la littérature : 1980 - 1990 - 2000 - 2010 - 2020 - 2030 - 2040 |

Cet article présente les faits marquants de l'année 2017 en littérature.

## Évènements
- Rachat des éditions théâtrales françaises de L'Arche à Rudolf Rach par la normalienne Claire Stavaux[1].
- Au Québec, plusieurs anciennes employées des Éditions des Intouchables portent plainte contre leur fondateur et directeur Michel Brûlé pour agressions sexuelles. L'éditeur briguait la mairie d'un arrondissement de Montréal, le Plateau-Mont-Royal, et il retire alors sa candidature. Michel Brûlé fera l'objet de nouvelles accusations de violence sexuelle en 2019 et il sera reconnu coupable en 2020 d'agression sexuelle commise en 2014 à l'encontre de l'écrivaine Jill Côté venue lui présenter un manuscrit.
- Centenaires de naissance :
  - 25 février : centenaire de la naissance de Anthony Burgess, écrivain et linguiste britannique.
  - 21 avril : centenaire de la naissance de Josep Palau i Fabre, poète et écrivain espagnol d'expression catalane.
  - 28 août : centenaire de la naissance de Jack Kirby, scénariste et dessinateur de comics américain.
- Centenaires de mort :
  - 5 février : centenaire de la mort de Édouard Drumont, écrivain et homme politique français.
  - 16 février : centenaire de la mort de Octave Mirbeau, écrivain et journaliste français.
  - 27 août : centenaire de la mort de Ion Grămadă, écrivain, historien et journaliste roumain.
  - 2 novembre : centenaire de la mort de Léon Bloy, romancier et essayiste français.
- Bicentenaires de naissance :
  - 12 juillet : bicentenaire de la naissance de Henry David Thoreau, essayiste, enseignant, philosophe, naturaliste amateur et poète américain.
- Bicentenaires de mort :
  - 14 juillet : bicentenaire de la mort de Madame de Staël, romancière et essayiste suisse romande.
  - 18 juillet : bicentenaire de la mort de Jane Austen, romancière anglaise.

## Parutions

### Biographies, souvenirs et récits
- Jeannine Dion-Guérin, À l'ombre du baobab : rencontre du poète Léopold Sédar Senghor, présentation de Henri Arphang Senghor, Editinter, 2017, 257 p.  (ISBN 978-2-35328-170-1) Lire en ligne ;

### Enseignement
- Colette Mourey, Approche chromatique de l'enseignement pianistique (Éditions Delatour)[2]

### Essais
- Marc-Édouard Nabe, Les Porcs 1, auto-édition, 2017, 1000 p.  (ISBN 9782953487947)
- Jean-Pierre Thiollet, Improvisation so piano, Neva Éditions, 2017.  (ISBN 978-2-35055-228-6)
- Serge Venturini, Du fleuve débordant Du fleuve sans retour, éd. L'Harmattan, paru fin-septembre.  (ISBN 978-2-343-12732-3)

### Livres politiques
- Andrea Dworkin (trad.  TRADFEM, préf. Christine Delphy), Souvenez-vous, résistez, ne cédez pas : anthologie, Montréal, Éditions du Remue-ménage, 14 novembre 2017, 192 p.  (ISBN 9782849506011), notice éditeur.

### Nouvelles
- Kristen Roupenian, Cat Person, The New Yorker,

### Poésie
- Tom Buron, Nostaljukebox, Éditions Maelström (collection Bookleg), 2017, préfacé par Jack Hirschman (en)  (ISBN 978-2-87505-280-3)

### Recherche
- Colette Mourey Petit Précis d'Agriculture Symbiotique

### Romans

#### Auteurs francophones
- Aurélien Bellanger, Le Grand Paris, éditions Gallimard
- Philippe Besson, Arrête avec tes mensonges, éditions Julliard
- Philippe Besson, Un personnage de roman, éditions Julliard
- Cécile Coulon, Trois saisons d'orage, éditions Viviane Hamy
- François-Henri Désérable, Un certain M. Piekielny, éditions Gallimard
- Virginie Despentes, Vernon Subutex, 3, éditions Grasset
- Pauline Dreyfus, Le Déjeuner des barricades, éditions Grasset
- Virginie Grimaldi, Le parfum du bonheur est plus fort sous la pluie, Fayard
- Olivier Guez, La Disparition de Josef Mengele, éditions Grasset
- Yannick Haenel, Tiens ferme ta couronne, éditions Gallimard
- Eva Ionesco, Innocence, éditions Grasset
- Philippe Jaenada, La Serpe, éditions Julliard
- Marie-Hélène Lafon, Nos vies, éditions Buchet-Chastel
- Marc Levy, La Dernière des Stanfield, éditions Robert Laffont
- Simon Liberati, Les Rameaux noirs, éditions Stock
- David Lopez, Fief, éditions du Seuil
- Maryam Madjidi, Marx et la Poupée, éditions Le Nouvel Attila
- Charif Majdalani, L'Empereur à pied, éditions du Seuil
- Isabelle Mergault, Un escargot tout chaud, éditions Grasset
- Patrick Modiano, Souvenirs dormants, éditions Gallimard
- Guillaume Musso, Un appartement à Paris, éditions XO
- Amélie Nothomb, Frappe-toi le cœur, éditions Albin Michel
- Véronique Olmi, Bakhita, éditions Albin Michel
- Guillaume Poix, Les Fils conducteurs, éditions Verticales
- Yves Ravey, Trois jours chez ma tante, éditions de Minuit
- Daniel Rondeau, Mécaniques du chaos, éditions Grasset
- Jean-Christophe Rufin, Le Tour du monde du roi Zibeline, éditions Gallimard
- Monica Sabolo, Summer, éditions Jean-Claude Lattès
- Jean-Philippe Toussaint, Made in China, éditions de Minuit
- Fred Vargas, Quand sort la recluse, éditions Flammarion
- Tanguy Viel, Article 353 du Code pénal, éditions de Minuit
- Éric Vuillard, L'Ordre du jour, éditions Actes Sud
- Alice Zeniter, L'Art de perdre, éditions Flammarion
- Carène Ponte, Tu as promis que tu vivrais pour moi, Éditions Michel Lafon

#### Auteurs traduits
- Paul Auster, 4 3 2 1, Actes Sud
- Paolo Cognetti, Les Huit Montagnes, Éditions Stock

### Théâtre
- Patrick Modiano, Nos débuts dans la vie, éditions Gallimard

## Décès
- 6 septembre : Kate Millett, écrivaine américaine (° 14 septembre 1934).